# Qasr Tuba

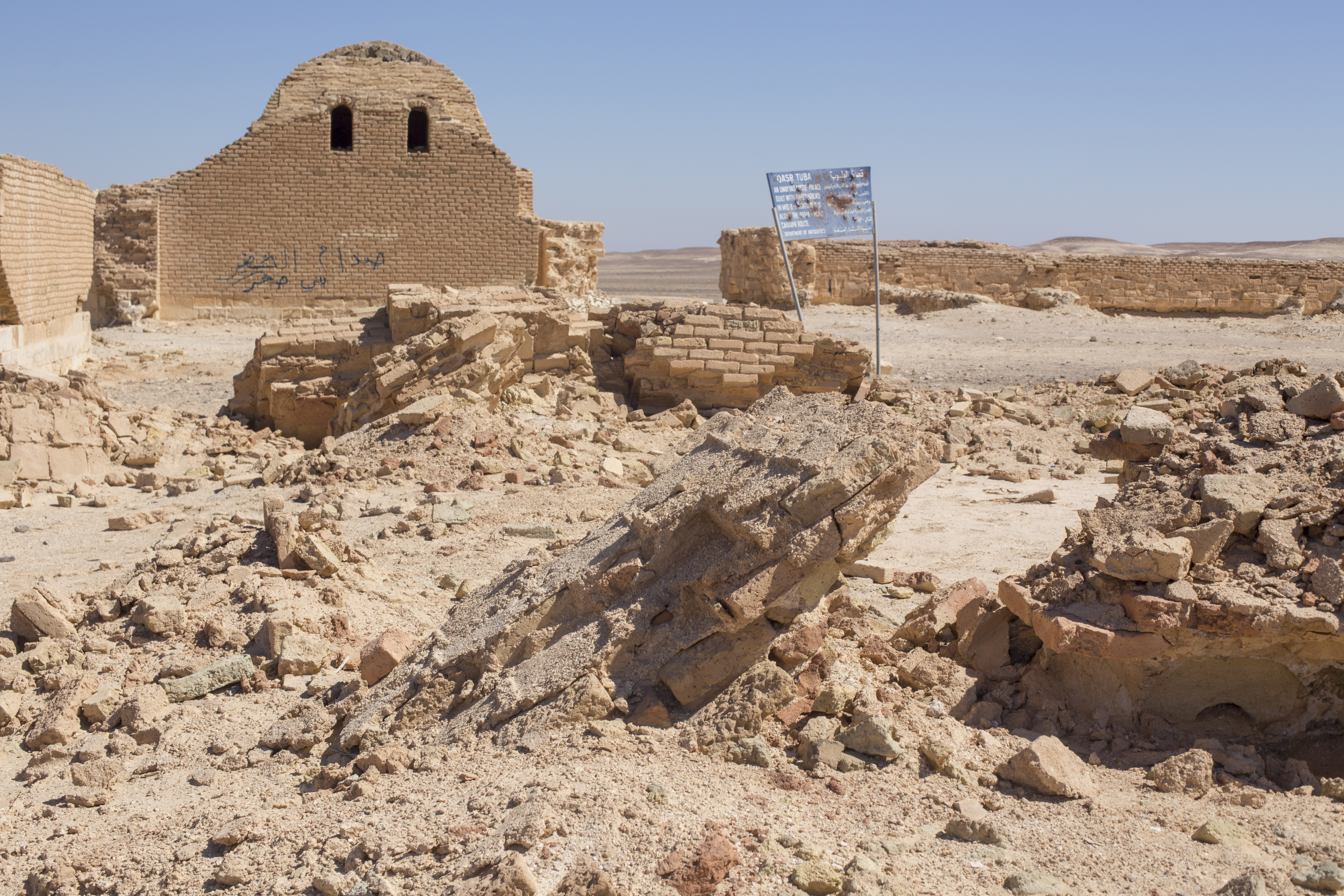
Qasr Tuba, Westflügel

Qasr Tuba (arabisch قصر طوبة, DMG Qaṣr Ṭūba, oft auch Qasr al-Tuba) ist ein umayyadisches Bauwerk im Gouvernement Amman im nördlichen Jordanien. mit einer Reihe anderer frühislamischer Bauten des vorderen Orients zu den sogenannten Wüstenschlössern gezählt wird. Das Wort Qasr (arabisch القصر, DMG al-qaṣr), welches diese Bauten oft im Namen tragen, bedeutet „Burg, Festung“.

## Lage

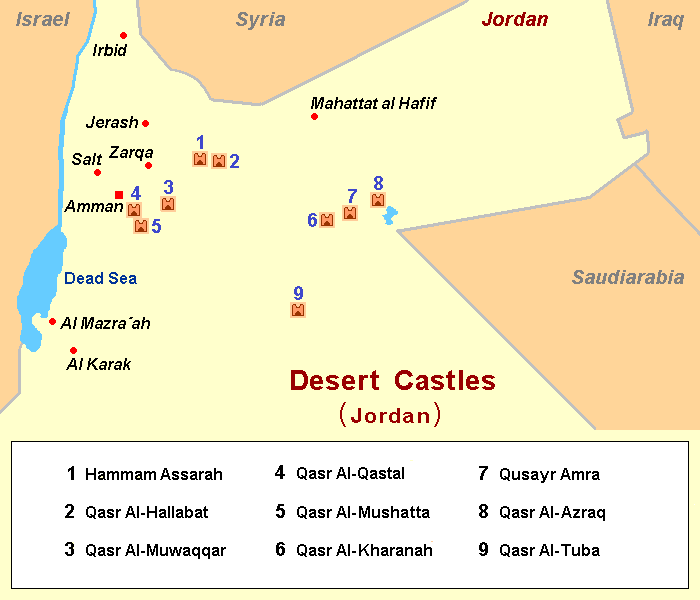
Lage einiger „Wüstenschlösser“ im heutigen Jordanien

Qasr Tuba ist das südlichste der Wüstenschlösser Jordaniens. Es befindet sich rund 100 Kilometer südöstlich der Hauptstadt Amman in einer semiariden bis wüstenhaften Region und ist heute nur mit Schwierigkeiten zu erreichen. Entsprechend den Bedürfnissen einer größeren Menschenansammlung an solch einem entlegenen Ort wählte man den Bauplatz in der Nähe eines Wasservorkommens – in der Nähe verläuft das Wadi Ghadaf, welches während des Winterregens Wasser führt. Das Wadi wurde mit Dämmen teilweise gestaut, außerdem wurden mehrere Brunnen angelegt. Die Anlage wird touristisch quasi nicht verwertet und kann nur mit Allradfahrzeugen über unbefestigte Straßen besucht werden.

## Geschichte
Die Anlage wurde im Jahr 743 im Auftrag des Kalifen al-Walid II. für seine Söhne al-Hakam and ‘Uthmanit errichtet. Vermutlich war sie als Residenz oder Jagdschloss für die beiden Prinzen gedacht. Wie im mittelalterlichen Europa war die Jagd auch im Vorderen Orient eine beliebte Freizeitgestaltung des Adels. Nach ursprünglicher Planung hätte Qasr Tuba aus zwei quadratischen Hofhäusern von je 70 Metern Seitenlänge mit angesetzten halbrunden Türmen bestehen sollen. Das Projekt wurde jedoch nie zu Ende geführt. Vermutlich wurden die Bautätigkeiten nach der Ermordung al-Walids im Jahr 744 eingestellt.
Vermutlich hatte Qasr Tuba auch die Funktion einer Karawanserei; der Karawanenhandel nahm in dieser Zeit allgemein stark zu und al-Walid II. wollte den Handel mit dem Hedschas intensivieren. Der Bau ist in seiner Gesamterscheinung weniger imperial als andere sogenannte Wüstenschlösserm, was nahelegt, dass er eher als temporäre oder saisonale Residenz gedient haben könnte. Zur Versorgung durchziehender Karawanen bot Qasr Tuba drei tiefe Brunnen mit ungewöhnlich kompliziertem Wasserhebesystem und mehrere Becken zum Tränken der Tieren. Ins Bewusstsein westlicher Gelehrter rückte Qasr Tuba durch einen Bericht des österreichisch-ungarischen Orientalisten Alois Musil, der die Anlage nach Hinweisen von Beduinen im Jahr 1898 besuchte.

## Beschreibung

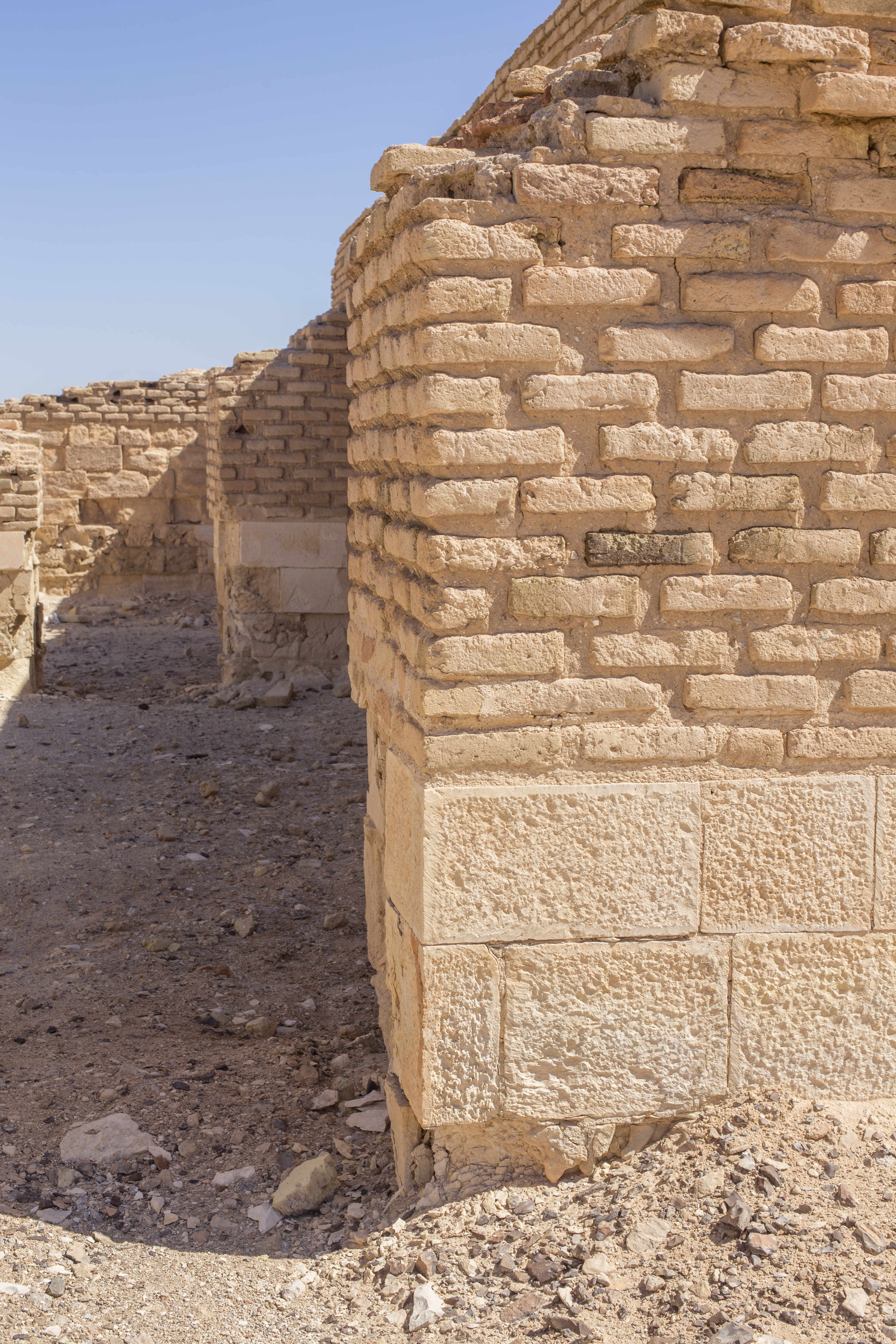
Detail des Mauerwerks

Soweit erhalten zeigen die Baustrukturen zwei symmetrische, quasi quadratische Höfe mit umgebenden Gebäuden, die zusammen eine Anlage mit Ausmaßen von 140 mal 72 Metern bilden. Allerdings wurden nur der Westflügel fertiggestellt. Jeder Hof hat seinen eigenen, monumentalen Eingang an der Nordseite. Im Inneren sind die beiden Teile durch einen Korridor verbunden, der bei Bedarf blockiert werden konnte. An die Umfassungsmauer sind außen insgesamt 14 halbrunde Türme angesetzt, außer im Norden, wo die beiden Zugänge von je zwei quadratischen Räumen flankiert werden. Die am besten erhaltenen Teile befinden sich im Nordwesten und Westen der Anlage. Innerhalb der Anlage konnte ein Gebetsbereich identifiziert werden.
Das Mauerwerk besteht aus einer Mischung von Werksteinen und Lehmziegeln. Sofern erhalten werden die Decken durch Tonnengewölbe gebildet. Die Türgewände sind mit Rosetten und rankenden Pflanzenmotiven verziert, die den Eindruck von Spitzendekor vermitteln. Qasr Tuba ist ein herausragendes Beispiel für die umayyadische Ziegelbaukunst. Die Art der verwendeten Materialien, Bautechniken und Dekorelemente erinnert stark an das Wüstenschloss Mschatta, weswegen angenommen wird, dass die beiden zeitgleich errichtet wurden. Lonely Planet beschreibt Qasr Tuba als Easily the most impressive of the lesser-known castles.